# Кейрос, Ракел ди
Ракел ди Кейрос (порт. Rachel de Queiroz; бразильский португальский: [ʁaˈkɛw d(ʒ)i ˈkejˈɾɔs], 17 ноября 1910 — 4 ноября 2003) — бразильская писательница, переводчица и журналистка. Представляла реалистическую школу в бразильской литературе.

## Биография
Рашель де Кейрос родилась 17 ноября 1910 года в Форталезе, столице северо-восточного штата Сеара. В детстве с семьёй после сильной засухи покинула родные края, провела несколько лет в Рио-де-Жанейро и Белене, а затем вернулась в Форталезу.
Она начала свою карьеру в журналистике в 1927 году под псевдонимом «Рита де Кейруш», под которым выходили и её первые модернистские стихотворения. Она попала в центр всеобщего внимания благодаря неожиданному успеху своего дебютного романа «Пятнадцатый год» (O Quinze) в 1930 году. За время работы над книгой писательница заболела легочной недостаточностью и вскоре слегла с подозрением на туберкулёз.
До переезда в Рио-де-Жанейро в 1939 году она опубликовала ещё три романа: «Жуан Мигел» (1932), «Каменистый путь» (1937), «Три Марии» (1939). Как и в её дебюте, так и в этих сочинениях (а также в драме 1953 года «Бродяга») центральной темой выступает социальное положение и страдания жителей пустынных районов северо-востока — одной из наиболее отсталых и засушливых частей страны. Также она была известна своими «хрониками» — короткими актуальными газетными статьями и очерками, посвящёнными главным образом сельскому быту Бразилии.

В 1928—1929 годах она заинтересовалась социальной политикой и присоединилась к остаткам Рабоче-крестьянского блока в Форталезе, сформировавшим первое ядро Бразильской коммунистической партии. В 1933 году он начала отдаляться от партийного руководства и сблизилась с Ливиу Шавьером и его троцкистской группой в Сан-Паулу. Вместе с такими активистами, как Мариу Педроза, она присоединилась к профсоюзу педагогов, контролируемому в то время троцкистами.

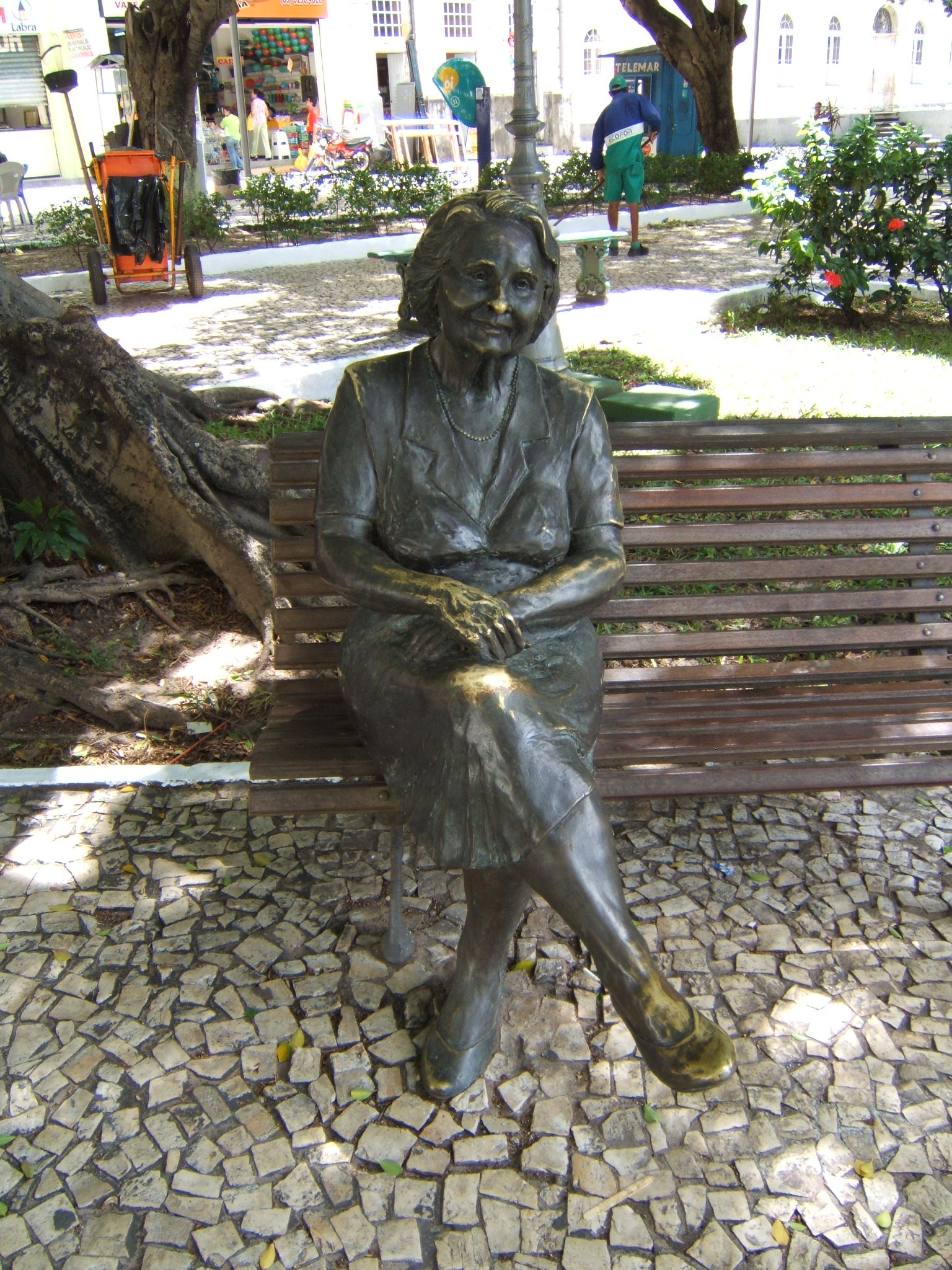
Статуя Ракел де Кейрос в Форталезе, столице Сеары

Чтобы избежать преследований за свою левизну, Кейрос в 1935 году переехала в Масейо. Во время режима Варгаса её книги сжигались вместе с произведениями других ведущих социальных романистов (Жоржи Амаду, Жозе Линс ду Регу и Грасильяну Рамуса), обвинённых в подрывной деятельности. В 1939 году она полностью посвятила себя писательскому ремеслу и перебралась в Рио-де-Жанейро.
Политическая позиция бывшей коммунистки постепенно изменилась: левоцентристский президент Жаниу Куадруш приглашал её на пост министра образования, однако в 1964 году она поддержала военный переворот и установившуюся диктатуру, став представителем Бразилии в ООН. Она также вошла в состав Федерального совета по культуре и национальное руководство провластной политической партии Альянс национального обновления (АРЕНА).
В качестве переводчицы известна переводами таких авторов, как Фёдор Достоевский, Эрих Мария Ремарк, Джейн Остин, Эмили Бронте, Джон Голсуорси, Арчибалд Кронин, Оноре де Бальзак, Жюль Верн, Джек Лондон, Агата Кристи, а также мемуаров (Чарли Чаплин, Александр Дюма, Лев Толстой, Тереза Авильская).
В 1977 году стала первой женщиной-писательницей, принятой в Бразильскую академию литературы. Получила ряд литературных наград, включая Литературную премию Машаду де Ассиса (1958), 
Премию Камоэнса (1993) и Премию Жабути (1969).
Она умерла от сердечного приступа в своей квартире в Леблоне, Рио-де-Жанейро, 4 ноября 2003 года, примерно за две недели до своего 93-го дня рождения.
База бразильских морских пехотинцев миротворческой миссии ООН на Гаити (MINUSTAH) носит её имя.

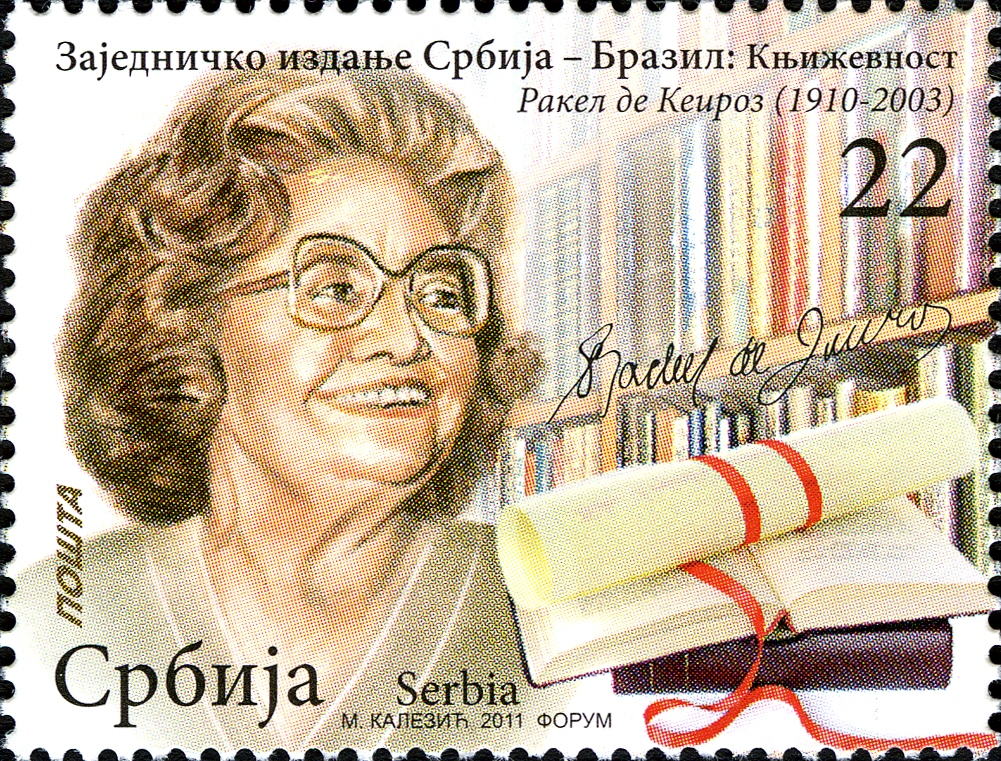
Почтовая марка Сербии 2011 года, посвящённая бразильской писательнице Ракел ди Кейрос

## Сочинения

### Романы
- (1930) O Quinze
- (1932) João Miguel
- (1937) O caminho das pedras
- (1939) As três Marias
- (1950) O galo de ouro
- (1975) Dora Doralina
- (1992) Memorial de Maria Moura

### Драма
- (1953) Lampião
- (1958) A Beata Maria do Egito

### Сборники «хроник»
- (1963) O brasileiro perplexo
- (1967) O caçador de tatu
- (1976) As menininhas e outras crônicas
- (1993) As terras ásperas

### Нон-фикшн
- (1998) Tantos anos (co-authored with her sister, Maria Luíza)